# Medellin (Cebu)
Medellin é um município de  segunda classe de renda municipal (d) na província Cebu, nas Filipinas. De acordo com o censo de 1 de maio  de  2020 possui uma população de 59 605 pessoas e 14 149 domicílios.